# 源通寺 (中野区)
源通寺（げんつうじ）は、東京都中野区にある真宗大谷派の寺院。

## 概要
1610年（慶長15年）、祐尊によって開山された。寺伝では、祐尊は俗名を小笠原長隆といい、101歳で往生したというが、長隆は1581年（天正9年）に既に戦死している。
創建以来、湯島や浅草付近を転々としていたが、1908年（明治41年）に現在地に移転した。

## 寺宝
寺宝として、次のようなものがある。
- 親鸞聖人絵像
- 三朝高僧真影
- 聖徳太子真影

## 墓所
- 河竹黙阿弥（作家）[3]。

## 交通アクセス
- 東中野駅より徒歩7分。